# Fase final da Copa Libertadores da América de 2008
A fase final da Copa Libertadores da América de 2008 compreendeu as disputas de oitavas de final, quartas de final, semifinal e final. As equipes se enfrentaram em jogos eliminatórios de ida e volta, e a que somasse mais pontos classifica-se a fase seguinte. Se as equipes igualassem em pontos, o primeiro critério de desempate seria o saldo de gols, caso empatesse o saldo de gols, o gol marcado na casa do adversário entraria em consideração. Persistindo o empate, a vaga seria decidida por disputa de pênaltis.

## Classificação geral
Para determinar todos os cruzamentos da fase final, foi levado em conta o desempenho de todas as equipes na fase de grupos. As equipes dividiram-se de 1º a 8º (primeiros colocados nos grupos) e de 9º a 16º (segundo colocados). A melhor equipe enfrenta a 16ª, a 2ª contra a 15ª, e assim sucessivamente.
| Pos | Primeiros dos grupos | Pts | J | V | E | D | GP | GC | SG |
| --- | -------------------- | --- | - | - | - | - | -- | -- | -- |
| 1   | Fluminense           | 13  | 6 | 4 | 1 | 1 | 11 | 3  | 8  |
| 2   | Flamengo             | 13  | 6 | 4 | 1 | 1 | 9  | 4  | 5  |
| 3   | River Plate          | 12  | 6 | 4 | 0 | 2 | 14 | 8  | 6  |
| 4   | Atlas                | 11  | 6 | 3 | 2 | 1 | 11 | 6  | 5  |
| 5   | Cruzeiro             | 11  | 6 | 3 | 2 | 1 | 11 | 7  | 4  |
| 6   | Estudiantes          | 11  | 6 | 3 | 2 | 1 | 9  | 5  | 4  |
| 7   | Cúcuta               | 11  | 6 | 3 | 2 | 1 | 7  | 4  | 3  |
| 8   | São Paulo            | 11  | 6 | 3 | 2 | 1 | 6  | 4  | 2  |

| Pos | Segundos dos grupos | Pts | J | V | E | D | GP | GC | SG |
| --- | ------------------- | --- | - | - | - | - | -- | -- | -- |
| 9   | Nacional            | 12  | 6 | 4 | 0 | 2 | 9  | 5  | 4  |
| 10  | Santos              | 10  | 6 | 3 | 1 | 2 | 13 | 6  | 7  |
| 11  | LDU Quito           | 10  | 6 | 3 | 1 | 2 | 10 | 5  | 5  |
| 12  | Boca Juniors        | 10  | 6 | 3 | 1 | 2 | 12 | 9  | 3  |
| 13  | Lanús               | 10  | 6 | 2 | 4 | 0 | 9  | 6  | 3  |
| 14  | San Lorenzo         | 10  | 6 | 3 | 1 | 2 | 8  | 7  | 1  |
| 15  | América             | 9   | 6 | 3 | 0 | 3 | 10 | 10 | 0  |
| 16  | Atlético Nacional   | 8   | 6 | 2 | 2 | 2 | 8  | 5  | 3  |

## Oitavas de final
| Chave | Equipe 1         | Total | Equipe 2          | Ida | Volta |
| ----- | ---------------- | ----- | ----------------- | --- | ----- |
| A     | Fluminense       | 3–1   | Atlético Nacional | 2–1 | 1–0   |
| B     | Flamengo         | 4–5   | América           | 4–2 | 0–3   |
| C     | River Plate      | 3–4   | San Lorenzo       | 1–2 | 2–2   |
| D     | Atlas            | 3–2   | Lanús             | 1–0 | 2–2   |
| E     | Cruzeiro         | 2–4   | Boca Juniors      | 1–2 | 1–2   |
| F     | Estudiantes      | 2–3   | LDU Quito         | 0–2 | 2–1   |
| G     | Cúcuta Deportivo | 0–4   | Santos            | 0–2 | 0–2   |
| H     | São Paulo        | 2–0   | Nacional          | 0–0 | 2–0   |

Todas as partidas estão no horário local

### Chave A
| 30 de abril de 2008 20:00 | Atlético Nacional | 1 – 2     | Fluminense                         | Estádio Atanasio Girardot, Medellin Público: Árbitro: Martín Vázquez (URU) |
|                           | Arrué 52'         | Relatório | Thiago Neves 21' (pen) · Conca 75' |                                                                            |

| 6 de maio de 2008 18:30 | Fluminense | 1 – 0     | Atlético Nacional | Estádio do Maracanã, Rio de Janeiro Público: 31.700 Árbitro: Victor Hugo Rivera (PER) |
|                         | Roger 52'  | Relatório |                   |                                                                                       |

### Chave B
| 30 de abril de 2008 17:45 | América                     | 2 – 4     | Flamengo                                               | Estádio Azteca, Cidade do México Público: Árbitro: Carlos Chandia (CHI) |
|                           | Cervantes 45' · Esqueda 71' | Relatório | Marcinho 43', 69' · Diego Tardelli 87' · Léo Moura 92' |                                                                         |

| 7 de maio de 2008 21:50 | Flamengo | 0 – 3     | América                        | Estádio do Maracanã, Rio de Janeiro Público: 47.115 Árbitro: Alfredo Intriago (ECU) |
|                         |          | Relatório | Cabañas 20', 77' · Esqueda 38' |                                                                                     |

### Chave C
| 30 de abril de 2008 19:45 | San Lorenzo                      | 2 – 1     | River Plate       | Estádio Nuevo Gasómetro, Buenos Aires Público: 25.337 Árbitro: Héctor Baldassi (ARG) |
|                           | Silvera 27' · González 87' (pen) | Relatório | Falcao García 30' |                                                                                      |

| 8 de maio de 2008 20:30 | River Plate                     | 2 – 2     | San Lorenzo        | Estádio Monumental de Nuñez, Buenos Aires Público: 49.983 Árbitro:Sergio Pezzotta (ARG) |
|                         | Abelairas 12' · Abreu 62' (pen) | Relatório | Bergessio 69', 72' |                                                                                         |

### Chave D
| 29 de abril de 2008 20:10 | Lanús | 0 – 1     | Atlas       | Estádio Ciudad de Lanús, Lanús Público: 6.104 Árbitro: Victor Hugo Rivera (PER) |
|                           |       | Relatório | Marioni 37' |                                                                                 |

| 6 de maio de 2008 21:30 | Atlas                      | 2 – 2     | Lanús                 | Estádio Jalisco, Guadalajara Público: Árbitro: Carlos Torres (PAR) |
|                         | Marioni 29' · Mendivil 78' | Relatório | Sand 64' · Acosta 90' |                                                                    |

### Chave E
| 30 de abril de 2008 17:40 | Boca Juniors             | 2 – 1     | Cruzeiro     | Estádio La Bombonera, Buenos Aires Público: 35.137 Árbitro: Jorge Larrionda (URU) |
|                           | Riquelme 6' · Datolo 65' | Relatório | Fabrício 77' |                                                                                   |

| 7 de maio de 2008 19:10 | Cruzeiro   | 1 – 2     | Boca Juniors              | Estádio Mineirão, Belo Horizonte Público: 61.471 Árbitro: Carlos Chandía (CHI) |
|                         | Wagner 56' | Relatório | Palacio 36' · Palermo 44' |                                                                                |

### Chave F
| 29 de abril de 2008 20:30 | LDU Quito               | 2 – 0     | Estudiantes | Estádio La Casa Blanca, Quito Público: 17.540 Árbitro: Leonardo Gaciba (BRA) |
|                           | Guerrón 63' · Manso 77' | Relatório |             |                                                                              |

| 6 de maio de 2008 21:00 | Estudiantes               | 2 – 1     | LDU Quito   | Estádio Ciudad de La Plata, La Plata Público: Árbitro: Oscar Ruiz (COL) |
|                         | Alayes 46' · Maggiolo 66' | Relatório | Bolaños 25' |                                                                         |

### Chave G
| 1 de maio de 2008 20:45 | Santos                | 2 – 0     | Cúcuta | Estádio Vila Belmiro, Santos Público: 17.282 Árbitro: Marco Rodríguez (MEX) |
|                         | Lima 18' · Molina 71' | Relatório |        |                                                                             |

| 8 de maio de 2008 21:15 | Cúcuta | 0 – 2     | Santos                        | Estádio General Santander, Cúcuta Público: Árbitro: Carlos Amarilla (PAR) |
|                         |        | Relatório | Kléber Pereira 39' · Lima 53' |                                                                           |

### Chave H
| 30 de abril de 2008 22:00 | Nacional | 0 – 0     | São Paulo | Estádio Parque Central, Montevideo Público: Árbitro: Rubén Selman (CHI) |
|                           |          | Relatório |           |                                                                         |

| 7 de maio de 2008 21:50 | São Paulo                   | 2 – 0     | Nacional | Estádio do Morumbi, São Paulo Público: 42.050 Árbitro: Héctor Baldassi (ARG) |
|                         | Adriano 37' · Dagoberto 88' | Relatório |          |                                                                              |

## Quartas de final
| Chave | Equipe 1   | Total       | Equipe 2     | Ida | Volta |
| ----- | ---------- | ----------- | ------------ | --- | ----- |
| S1    | Fluminense | 3–2         | São Paulo    | 0–1 | 3–1   |
| S2    | Santos     | 1–2         | América      | 0–2 | 1–0   |
| S3    | LDU Quito  | 2–2 (5–3 p) | San Lorenzo  | 1–1 | 1–1   |
| S4    | Atlas      | 2–5         | Boca Juniors | 2–2 | 0–3   |

Todas as partidas estão no horário local

### Chave S1
| 14 de maio de 2008 21:50 | São Paulo   | 1 – 0     | Fluminense | Estádio do Morumbi, São Paulo Público: 61.593 Árbitro: Oscar Ruiz (COL) |
|                          | Adriano 19' | Relatório |            |                                                                         |

| 21 de maio de 2008 21:50 | Fluminense                       | 3 – 1     | São Paulo   | Estádio do Maracanã, Rio de Janeiro Público: 68.191 Árbitro: Carlos Amarilla (PAR) |
|                          | Washington 12', 90+1' · Dodô 71' | Relatório | Adriano 70' |                                                                                    |

### Chave S2
| 15 de maio de 2008 19:20 | América          | 2 – 0     | Santos | Estádio Azteca, Cidade do México Público: Árbitro: Héctor Baldassi (ARG) |
|                          | Cabañas 25', 62' | Relatório |        |                                                                          |

| 22 de maio de 2008 21:50 | Santos             | 1 – 0     | América | Estádio Vila Belmiro, Santos Público: 19.539 Árbitro: Jorge Larrionda (URU) |
|                          | Kléber Pereira 63' | Relatório |         |                                                                             |

### Chave S3
| 15 de maio de 2008 19:00 | San Lorenzo  | 1 – 1     | LDU Quito  | Estádio Nuevo Gasómetro, Buenos Aires Público: Árbitro: Carlos Simon (BRA) |
|                          | González 38' | Relatório | Bieler 36' |                                                                            |

| 22 de maio de 2008 17:30 | LDU Quito | 1 – 1     | San Lorenzo   | Estádio La Casa Blanca, Quito Público: Árbitro: Marco Rodríguez (MEX) |
|                          | Manso 26' | Relatório | Bergessio 47' |                                                                       |

|                                    |       | Penalidades                           |  |
| Urrutia Campos Vaca Guerrón Bieler | 5 – 3 | González D'Alessandro Torres Alvarado |  |

### Chave S4
| 14 de maio de 2008 19:20 | Boca Juniors                   | 2 – 2     | Atlas                       | Estádio José Amalfitani, Buenos Aires Público: Árbitro: Wilmar Roldán (COL) |
|                          | Ayala 36' (g.c.) · Cáceres 75' | Relatório | Omar Flores 5' · Torres 88' |                                                                             |

| 21 de maio de 2008 17:20 | Atlas | 0 – 3     | Boca Juniors          | Estádio Jalisco, Guadalajara Público: Árbitro: Rubén Selman (CHI) |
|                          |       | Relatório | Palermo 19', 33', 37' |                                                                   |

## Semifinais
Segundo o regulamento, se dois times do mesmo país passarem às semifinais, os confrontos serão alterados de forma a esses dois times se enfrentarem nessa fase, alterando os cruzamentos pré-determinados. 
| Chave | Equipe 1   | Total | Equipe 2     | Ida | Volta |
| ----- | ---------- | ----- | ------------ | --- | ----- |
| F1    | Fluminense | 5-3   | Boca Juniors | 2-2 | 3-1   |
| F2    | LDU Quito  | 1-1   | América      | 1-1 | 0-0   |

### Chave F1
| 28 de maio de 2008 21:50 | Boca Juniors      | 2 – 2     | Fluminense                          | Estádio Juan Domingo Perón, Buenos Aires Público: Árbitro: Roberto Silvera (URU) |
|                          | Riquelme 11', 64' | Relatório | Thiago Silva 15' · Thiago Neves 76' |                                                                                  |

| 4 de junho de 2008 21:50 | Fluminense                              | 3 – 1     | Boca Juniors | Maracanã, Rio de Janeiro Público: 78.856 Árbitro: Carlos Torres (PAR) |
|                          | Washington 62' · Conca 70' · Dodô 90+2' | Relatório | Palermo 57'  |                                                                       |

### Chave F2
| 27 de maio de 2008 21:50 | América     | 1 – 1     | LDU Quito   | Estádio Azteca, Cidade do México Público: Árbitro: Martín Vázquez (URU) |
|                          | Esqueda 72' | Relatório | Bolaños 62' |                                                                         |

| 3 de junho de 2008 21:50 | LDU Quito | 0 – 0     | América | Estádio Casablanca, Quito Público: 28.336 Árbitro: Pablo Pozo (CHI) |
|                          |           | Relatório |         |                                                                     |

## Final
O campeão da Libertadores 2008 tem direito de participar do Campeonato Mundial de Clubes da FIFA 2008, caso o time campeão seja integrante de uma confederação sul-americana de futebol. Times do México não têm direito de participar do Campeonato Mundial de Clubes como representante da CONMEBOL, organizadora do evento. 
Além do Mundial de Clubes, o campeão da Libertadores 2008 adquire o direito de participar da Recopa Sul-Americana 2009, contra o campeão da Copa Sul-Americana 2008.
| LDU | Fluminense |

| 25 de junho de 2008 21:50 | LDU Quito                                          | 4 – 2     | Fluminense                   | Estádio Casablanca, Quito Público: 26.662 Árbitro: Carlos Chandía (CHI) |
|                           | Bieler 2' · Guerrón 29' · Campos 34' · Urrutia 45' | Relatório | Conca 12' · Thiago Neves 52' |                                                                         |

| Fluminense | LDU |

| 2 de julho de 2008 21:50 | Fluminense                 | 3 – 1 (pro) | LDU Quito  | Maracanã, Rio de Janeiro Público: 78.918 Árbitro: Héctor Baldassi (ARG) |
|                          | Thiago Neves 12', 28', 58' | Relatório   | 6' Bolanõs |                                                                         |

|                                          |     | Penalidades                      |  |
| Conca: Thiago Neves: Cícero: Washington: | 1–3 | Urrutia: Campos: Salas: Guerrón: |  |